# Otto Grams
Otto Grams (1889 Falknov (dnešní Sokolov) – ???) byl český, německy mluvící architekt.

## Život
Studoval na pražské německé technice a na AVU u Jana Kotěry.

## Dílo
- barokizující vila pro továrníka Hanuše Steina z r. 1925 v Praze na Hanspaulce na adrese Mylnerovka 2 (ve spolupráci s Eugenem Rosenbergem)[3][4]
- obytné domy stavebního a bytového družstva Pod vlastním krovem z r. 1930, Olomouc, ulice Starodlužníků, Dukelská, Praskova, kpt. Nálepky[5]
- obytný blok bytového družstva Wohnungskultur v Praze, ulice Jeseniova, Viklefova, Biskupcova (1931–32)[1]
- pro J. Steina vila na adrese Pod Klikovkou čp. 2279 v Praze na Smíchově[1]

## Galerie

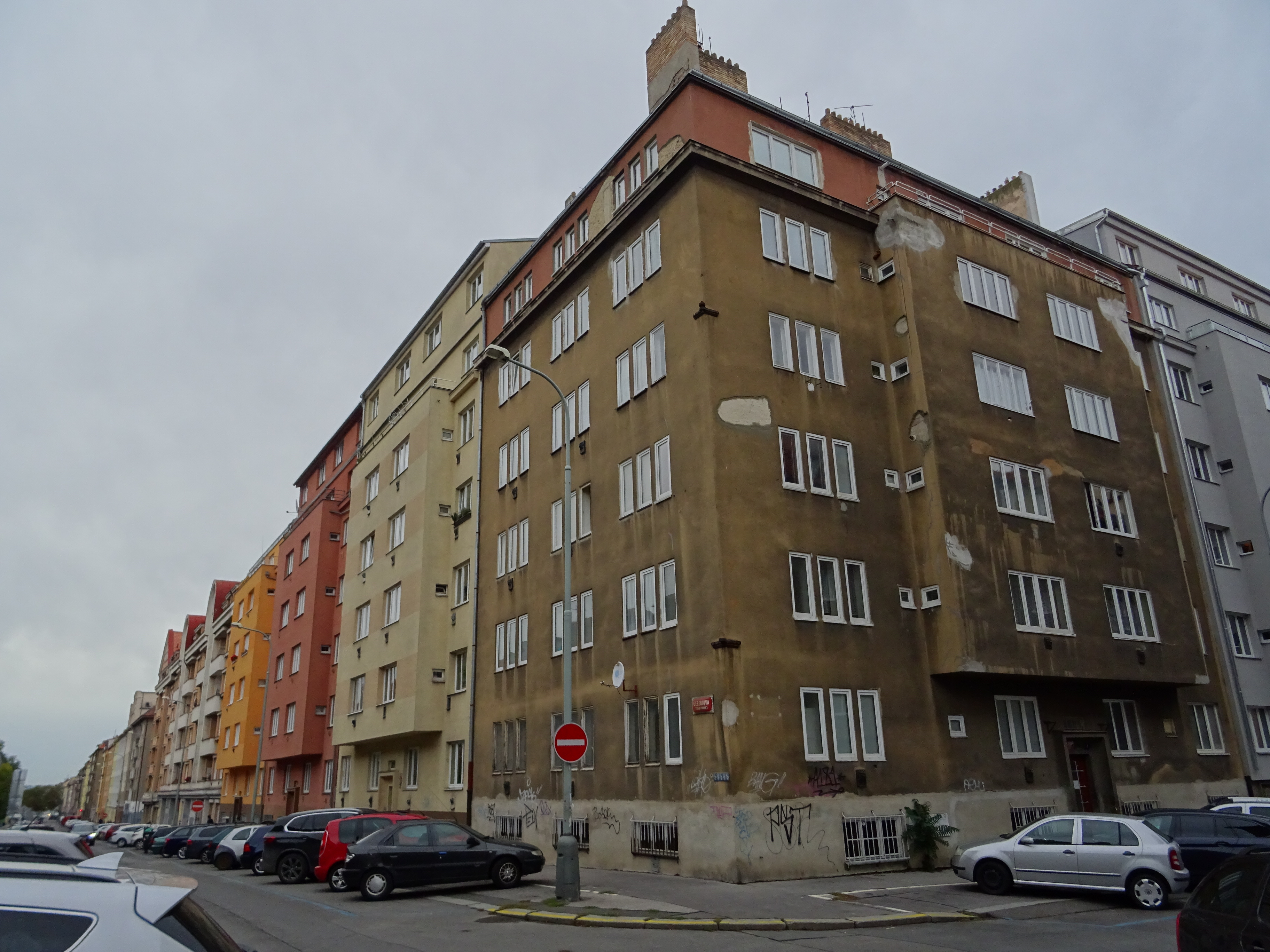
Obytný blok, Praha, Jeseniova ulice
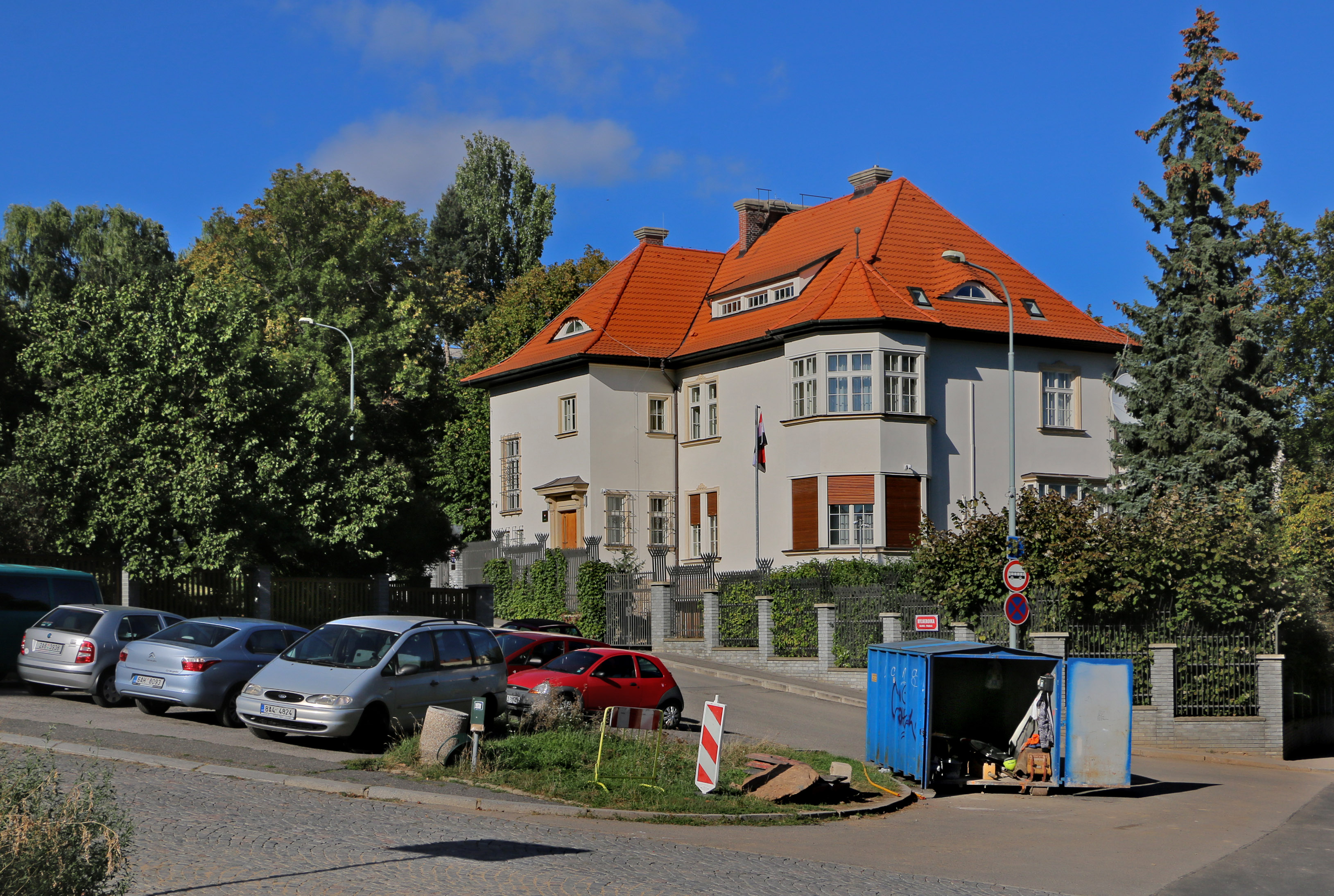
Steinova vila, Praha, Mylnerovka
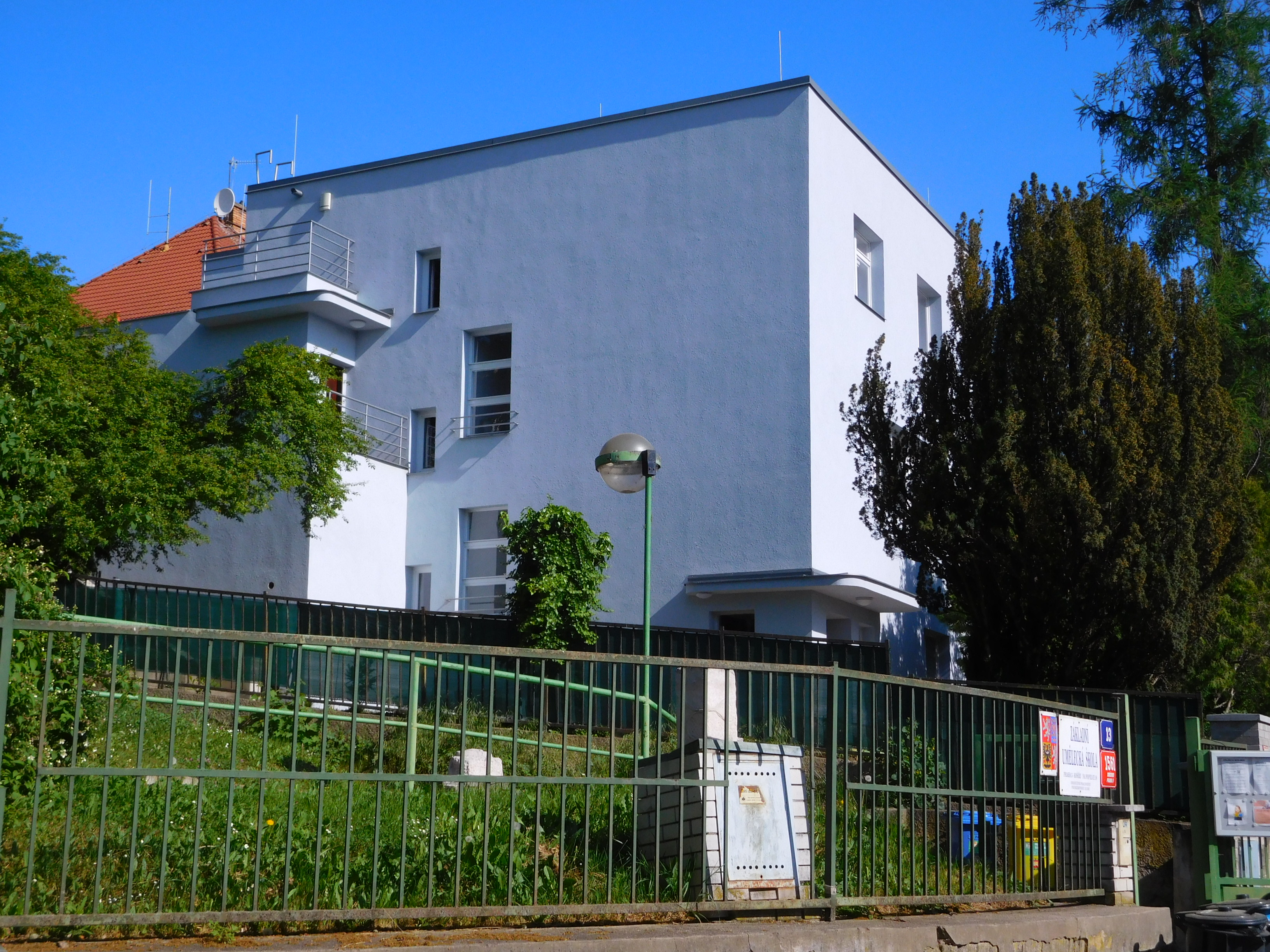
Vila Pod Klikovkou, Praha-Smíchov